# Protohermes cavaleriei
Protohermes cavaleriei är en insektsart som beskrevs av Navás 1925. Protohermes cavaleriei ingår i släktet Protohermes och familjen Corydalidae. Inga underarter finns listade i Catalogue of Life.